# Mas Morató
El Mas Morató és un edifici d'Olot (Garrotxa) protegit com a Bé Cultural d'Interès Local.

## Descripció
Es tracta d'una edificació amb diferents volums i afegits sobre masia exterior. Antic casal senyorial, amb façanes i obertures desordenades per les transformacions i ampliacions successives. Hi ha una galeria porxada cega a la façana de llevant. El conjunt està a un nivell superior dels vials i s'hi accedeix per un portal on figura la data de 1640.